# Wilbraham (Massachusetts)
Wilbraham – miasto w Stanach Zjednoczonych, w stanie Massachusetts, w hrabstwie Bristol.